# 游戏美工
游戏美工（英語：game art design）或游戏美术，是指电子游戏画面中的美术组成部分，如游戏的背景图、人物造型等。
通常来说，游戏美术主要指游戏中独立的美术部分，如单独的背景图片、3D人物模型等。众多美术资源通过游戏程序结合在一起，从而可以在显示器等显示设备上呈现出完整的游戏画面。专业进行游戏美术制作的人一般也可称为游戏美工。游戏美工可以简单的分为2D和3D两类，2D即使用位图等二维图形制作游戏；3D则是通过大型的3D游戏引擎制作游戏世界和各种物件的3D模型，并有计算机处理后得到真实感较强的3D图像。
电子游戏最初用阴极射线管等简易的设备输出图像。目前的电子游戏大多以液晶显示器、家用电视机等设备显示图形。

## 发展过程
在电子游戏诞生以前，传统游戏（如棋牌类）主要用绘画、雕塑等传统空间艺术制作。早期电子游戏时期并无专门的游戏美工，游戏美术主要由程序员兼职制作。20世纪80年代初出现了专职游戏美术工作者，当时游戏以二维像素画面为主。20世纪90年代，游戏美术进入了3D时代。21世纪10年代，随着硬件技术的发展，3D游戏美术质量进一步提高，推动游戏行业进入“次世代”阶段。